# Radimir
Radimir, istaknuta obitelj Hrvata iz Dobrote  koja je uz dobroćanske obitelji Dabčevića, Dabinovića, Ivanovića, Kamenarovića, Tripkovića i druge obilježila društvenu i gospodarsku povijest svojih matičnih sredina širega područja istočnoga Jadrana i Sredozemlja. Nekad su bili najbrojnije bratstvo u Dobroti.
Bratstvo Radimir bilo je najbrojnije i najbogatije u Dobroti početkom 19. stoljeća. Posjedovali su 24 kuće od Ljute do Kotora. Dali su najviše kapeana. "Krivi palac" u Dobroti dobio je današnji oblik zahvaljujući kapetanu Antonu Božovu Radimiru. Tad je ova barokna palača pripadala obitelji Radimir. Palača Radimiri (Jabuka) kategorizirana je kao kulturno dobro III. kategorije.
Kroz povijest su dali preko dvjesta pomoraca. Posjede su imali u Dobroti i Tivtu. Ističe se Antun Božov Radimir  (1760. – 1833.) kapetan, trgovac, brodovlasnik, mecena i Božo Antonov Radimir (1738. – 1766.), vitez sv. Marka. Antun Božov Radimir je sufinancirao izgradnju nove crkve sv. Mateja u Dobroti i dao sredstva da se sagradi kapela sv. Antuna i poklonio je mramorni oltar te pozlaćeni relikvijar. Još su se isticali vitez Božo Radimir (1738. – 66.),  Krsto Radov Radimir (1766. – 1832.), nosilac Legije časti stečene u doba Napoleona te Filip Tripov (1828. – 1901.), nositelj diplome ruskog crnomorskog zapovjedništva tijekom Krimskog rata, 1854. godine. Danas je poznati pripadnik obitelji Zoran Radimir, najveći kolekcionar materijalnih i kulturnih dobara Dobrote. Njegova je etnografska zbirka otvorena za širu javnost 2012. godine kao privremeni stalni postav u obiteljskoj crkvici sv. Mihaila u Dobroti, gdje se nalazi obiteljska kapela Radimira.
Radimiri su dali slikara Dragutina (Draga) Radimira Dobroćanina, koji je oslikao kameni oltar kapele Gospe od Karmela iz 1874. na kapetanskom groblju crkve sv. Eustahija u Dobroti.
Pokraj crkve sv. Eustahija u Dobroti napravljeno je kapetansko groblje, na kojem su pored bratstava Ivanovića, Ivanovića-Moro, Tripkovića, Dabinovića, Kosovića, Marovića, Vulovića, Pasinovića i Petrovića pokopani i Radimiri.